# Club Penguin
«Клуб Пингвинов» (англ. Club Penguin) — закрытая MMORPG-игра, целевая аудитория игры — дети и подростки от 6 до 14 лет. В виде пингвина, игроки могут разговаривать, играть в мини-игры, а также участвовать в разных праздниках. Релиз Club Penguin произошёл 24 октября 2005 года, с тех пор игра расширялась в большое онлайн-сообщество.
В этой игре на момент закрытия было 4 языка.
2 сентября 2015 года закрыта русская и немецкая версия.
В 2008 году на канале Gameland в передаче Без Винта, в 6-м выпуске была показана эта игра.
29 марта 2017 года игра была закрыта в связи с открытием новой игры про пингвинов «Остров Клуба Пингвинов». Имеются неофициальные версии игры, но касательно официальных — теперь Клуб Пингвинов доступен как на мобильных устройствах, так и на компьютерных платформах.
Сервера Club Penguin Island были закрыты 20 декабря 2018 года, игра работает только в офлайн-режиме (Offline Mode).
Купив подписку (англ. Membership) персонаж мог участвовать в праздниках, покупать одежду, питомцев «пафлов» и вещи для дома. Подписку Клуба Пингвинов можно было купить на месяц, полгода и год.

## Пафлы
Пафлы (англ. puffle) — питомцы. Они бывают разных цветов (красный, синий, белый, чёрный, розовый, сиреневый, зелёный, оранжевый, жёлтый, коричневый, синяя бордер-колли, оранжевая полосатая кошка, радужный, золотой). Игрок без подписки может купить только двух пафлов — синего и красного. Подписчик может купить до 75 пафлов. Также бывают пафлы с праздников: пафл-призрак, пафл-снеговик, пафлы-динозавры и синие хрустальные пафлы. Бывают пафлы и из игры «Пафломания», которую можно было установить на iOS 6.0 и выше. Пафлы из игры «Пафломания»: еноты, кролики, олени и единорог. Ежегодно в честь пафлов проводился Праздник пафлов.

## Фонд Добрых Дел
Фонд Добрых Дел является благотворительной акцией, которая проводилась раз в год в декабре.

### 2009
В 2009 году Клуб Пингвинов пожертвовал 1 миллион долларов.

### 2010
Фонд добрых дел в 2010 году начался 16 декабря и закончился 29 декабря 2010 года. Клуб пингвинов пожертвовал 300 000 $ на строительство безопасных мест, 360 000 $ на защиту Земли, и 340 000 $ на обеспечение медицинской помощи. Игроки Club Penguin пожертвовали более чем 12 миллиардов виртуальных монет.

### 2011
В 2011 году игроки Клуба Пингвинов пожертвовали около двух миллионов долларов. Клуб пингвинов потратил 620 000 $ на строительство безопасных мест, 640 000 $ для обеспечения медицинской помощи и 740 000 $ на защиту Земли.

### 2012
В 2012 году игроки Клуба Пингвинов потратили около 13.7 миллиардов виртуальных монет.

### 2013
На фонд добрых дел в 2013 году игроки пожертвовали более 25 миллиардов виртуальных монет.

### 2014
Игроки Club Penguin в 2014 году пожертвовали около 26 миллиардов виртуальных монет.

### 2015
По причинам того, что игрокам, не имеющих подписки, некуда было тратить монеты, запланированное количество денег набралось быстро.

### 2017
29 марта игру официально закрыли по причине выхода сиквела под названием «Club Penguin Island». Мнения в отношении «Club Penguin Island» сильно расходятся и игра получила смешанные отзывы.

## Видеоигры

### Nintendo DS
| Иноязычные издания | Иноязычные издания |
| Издание            | Оценка             |
| ------------------ | ------------------ |
| IGN                | 7,0/10             |

Club Penguin: Elite Penguin Force — приключенческая игра, в которой игрок играет секретным агентом, который участвует в различных миссиях от секретного агентства Elite Penguin Force. Игроки проходят различные странные места, чтобы найти различные подсказки и пройти миссию, при этом принимая участие в разных мини-играх. Примеры мини-игр — рыбалка в проруби, сноубординг, полёт на реактивном ранце. Club Penguin: Elite Penguin Force была выпущена 25 ноября 2008 в США, 13 марта 2009 в Европе, и 16 апреля 2009 в Австралии. В сентябре 2009 был выпущен коллекционный выпуск, который включал модернизации игры и отдельно оплачиваемые предметы. 

Club Penguin: Elite Penguin Force: Herbert’s Revenge — продолжение Club Penguin: Elite Penguin Force. Игра была выпущена 25 мая 2010 в Северной Америке, 25 июня 2010 в Европе и 8 июля 2010 в Австралии и Новой Зеландии.

### Nintendo Wii
В 2010 году Disney Interactive Studios объявила о планах относительно Club Penguin: Game Day!, игры для Wii. Сообщалось, что в США игра будет выпущена 21 сентября 2010. Игра базируется на нескольких интерактивных мини-играх, некоторые из которых являются трёхмерными. Игроки могут настроить их персонажей — пингвинов, выбрать их команду (синяя, красная, жёлтая, или зелёная). Игроки могут синхронизировать заработанные очки в игре с интернет-игрой.

## Мобильные приложения

### Пафломания
Мобильная игра, которая была запущена 4 ноября 2014 года в Австралии и Новой Зеландии и 4 декабря 2014 года в остальных странах.
Пафломания — игра, подобная стилю других популярных мобильных игр, таких как Bejeweled и Candy Crush, связанных с три в ряд. Это также позволяет игрокам разблокировать новых пафловидных существ, чтобы перенести их в Клуб Пингвинов. Каждый уровень имеет цель — надо очистить уровень, чтобы пройти его, набрать определённое количество очков, а также сделать эти задачи в любом ограниченном количестве оборотов или времени.
Приложение больше не продаётся в «App Store».

### Мобильное приложение «Клуб Пингвинов»
Смысл мобильного приложения такой же, как и у игры на компьютере. Играть в игры, зарабатывать монетки, чтобы тратить их на покупку одежды, мебели и многого другого. Но к сожалению, не было доступа ко многим локациям (штаб ППП, снежная гора и т. д.). За месяц до закрытия, в приложении прекратили поддержку, а также игру нельзя было скачивать.

### Гонки на санках
В этой игре надо покорить крутые склоны самой высокой горы Клуба Пингвинов. Надо уцелеть в бешеной гонке на санках, скатившись по ледяным трассам в этой игре. Также обязательно надо уклоняться от препятствий, чтобы набрать больше очков и пройти как можно дальше.
Приложение больше не поддерживается.

### Студия звукозаписи
В ваших руках есть всё, чтобы создать свой лучший трек. Мир «Клуба пингвинов» от Disney пополнился новым официальным приложением! С его помощью вы сможете экспериментировать с ритмами, смешивать безумные звуковые эффекты и самовыражаться, создавая песни для себя и друзей.
Приложение больше не поддерживается.

### Club Penguin Island
Является преемником Клуба Пингвинов. Стала доступна в Австралии и Новой Зеландии 15 декабря 2016 до официального выхода, а в Канаде 13 января 2017 года. Мировой релиз состоялся 29 марта 2017 года для Android и iOS. Игра получила смешанные отзывы.
Геймплей похож на оригинальный Клуб Пингвинов, хотя сама игра работает на трёхмерном движке. Теперь подписку можно оформить только на списывание денег раз месяц. В игре контента мало как для простых пользователей, так и для пользователей с подпиской.
Из-за неё закрылись «Пафломания», «Гонки на санках», и «Студия звукозаписи», так как весь основной бюджет и фокус разработчиков шёл на тогда ещё «Project: Super Secret».